# Griffinia itambensis
Griffinia itambensis är en amaryllisväxtart som beskrevs av Pierfelice Ravenna. Griffinia itambensis ingår i släktet Griffinia och familjen amaryllisväxter. Inga underarter finns listade i Catalogue of Life.